# Логотип Московского метрополитена

Логотип метро в «булавке», часть бренда московского транспорта

Утверждённое начертание логотипа

Логотипом Московского метрополитена является большая буква  русского алфавита красного цвета с засечками у основания. С 1979 года до 2014 год логотип имел синий контур в виде тоннеля в разрезе. В 2014 году было принято решение создать единообразный логотип в контексте ребрендинга всего московского транспорта.

## История
Первая очередь московского метрополитена была открыта в мае 1935 года. В этом же году появился и его логотип — почти над всеми вестибюлями станций первой очереди метрополитена были установлены буквы М в связке с надписью «МЕТРО».
Изначально задача создания логотипа была поставлена перед обычными москвичами. Им было предложено прислать на конкурс свою работу, победителю было обещано 2000 рублей. На конкурс было отправлено около 100 логотипов, но ни один не был выбран и работу над логотипом доверили архитекторам, оформлявшим первые станции подземки.
Нет однозначных сведений об авторе первого логотипа. Но скорее всего авторами выступили архитекторы метро — Иван Георгиевич Таранов и Самуил Миронович Кравец.
За всю историю метро логотип менялся много раз, в первую очередь изменения касались пропорций самой буквы М. А в 1979 году в состав логотипа вошёл синий полукруг, обозначавший тоннель метро (в 2006 году логотип преобразован в 3D).
До нашего времени дошло несколько десятков образов красной буквы М, которые используются в метро одновременно.
В сентябре 2014 года был анонсирован стандартизированный логотип московского метрополитена. Логотип был представлен студией Артемия Лебедева как часть нового бренда всего московского транспорта. Основой для единой эмблемы послужила усреднённая форма логотипов, которые появлялись в разное время в стенах метрополитена (синий полукруг исчез) . Дизайнером обновленной буквы выступил Константин Коновалов, за год до этого поставивший на публичное обсуждение вопрос стандартизации символа метро.
С анонсом обновленного логотипа разгорелся скандал. В интернете всплыла информация, что перерисовка логотипа стоила 232 миллиона рублей. Но спустя несколько дней департамент транспорта Москвы опроверг данную информацию, заявив, что дизайнеры работали за символический 1 рубль на собственном энтузиазме, а 232 миллиона рублей должны пойти на создание новой навигации и ремонт вестибюлей в московской подземке.
В августе 2016 года буква М в «булавке» была зарегистрирована в качестве товарного знака Московского метрополитена.

## Изображения логотипа

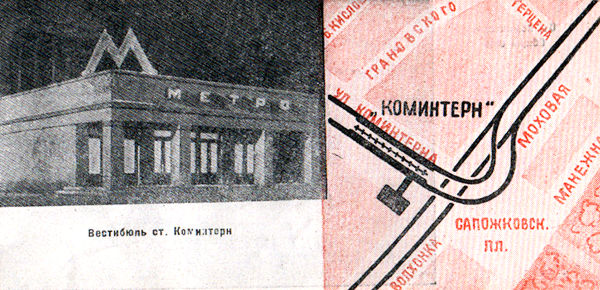
На вестибюле станции «Коминтерн» (1935)
На памятке 1935 года
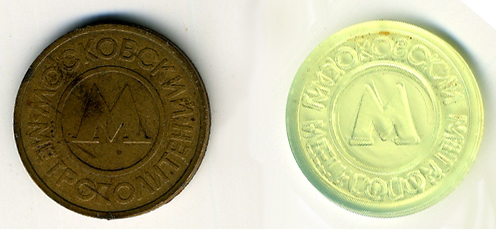
На жетонах для проезда
Логотип Московского метрополитена в 1979—2014 годах (в 2006—2014 годах в дизайне 3D)
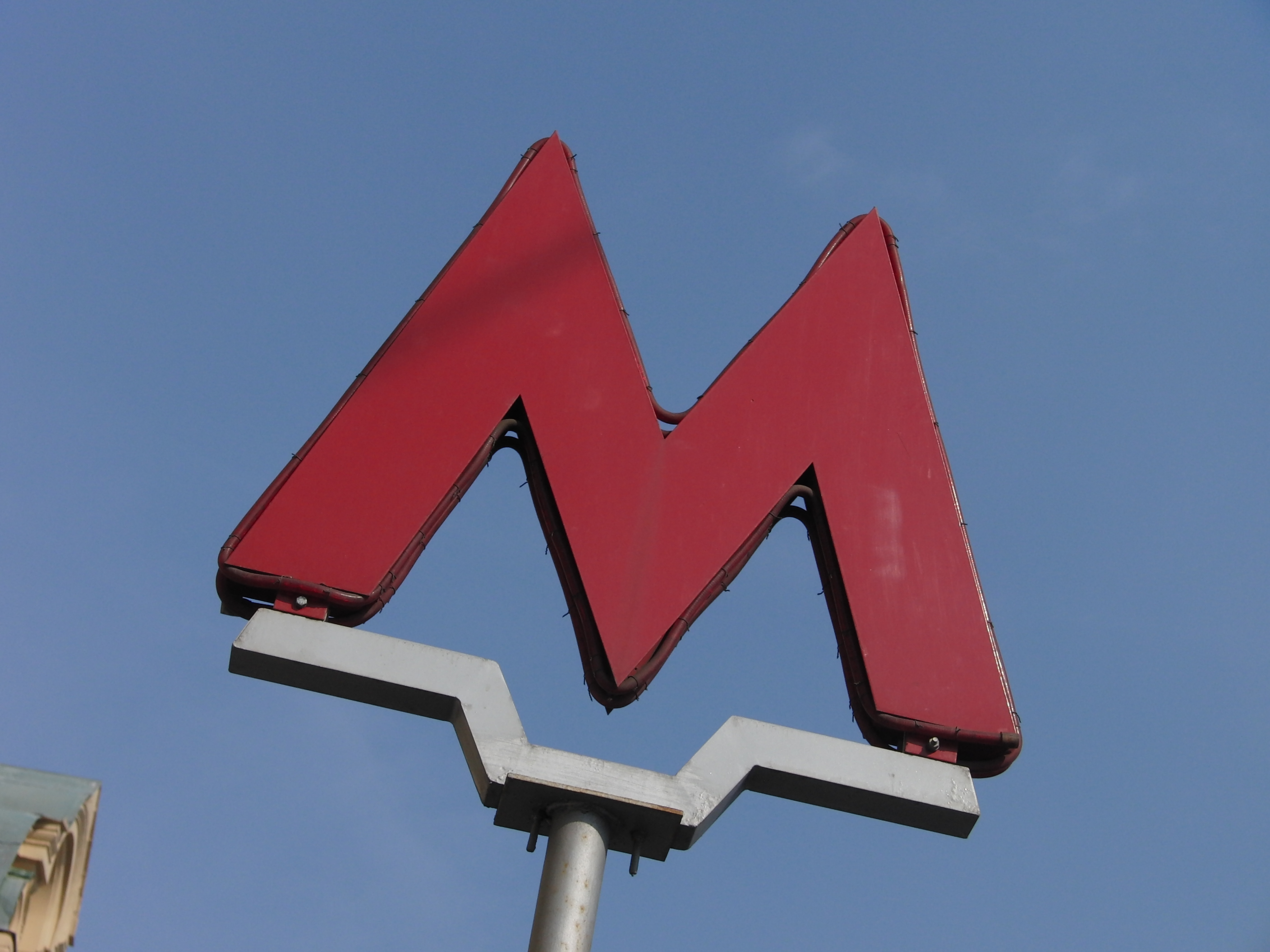
Знак у входа на станцию «Китай-город»
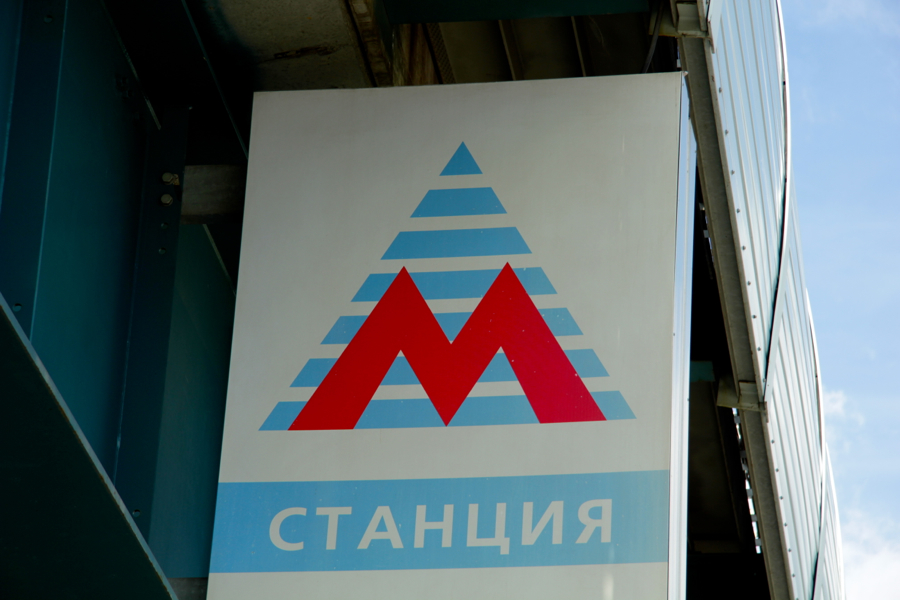
Знак у входа на станцию «Бунинская аллея»
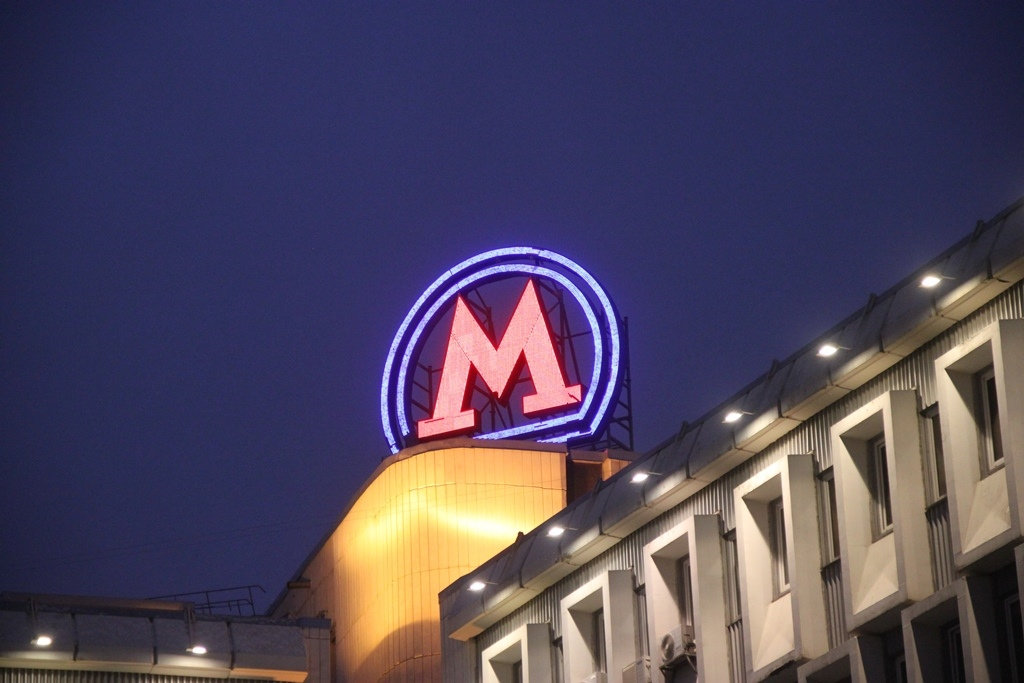
Знак на здании управления метрополитена (2017), ныне заменён на современный
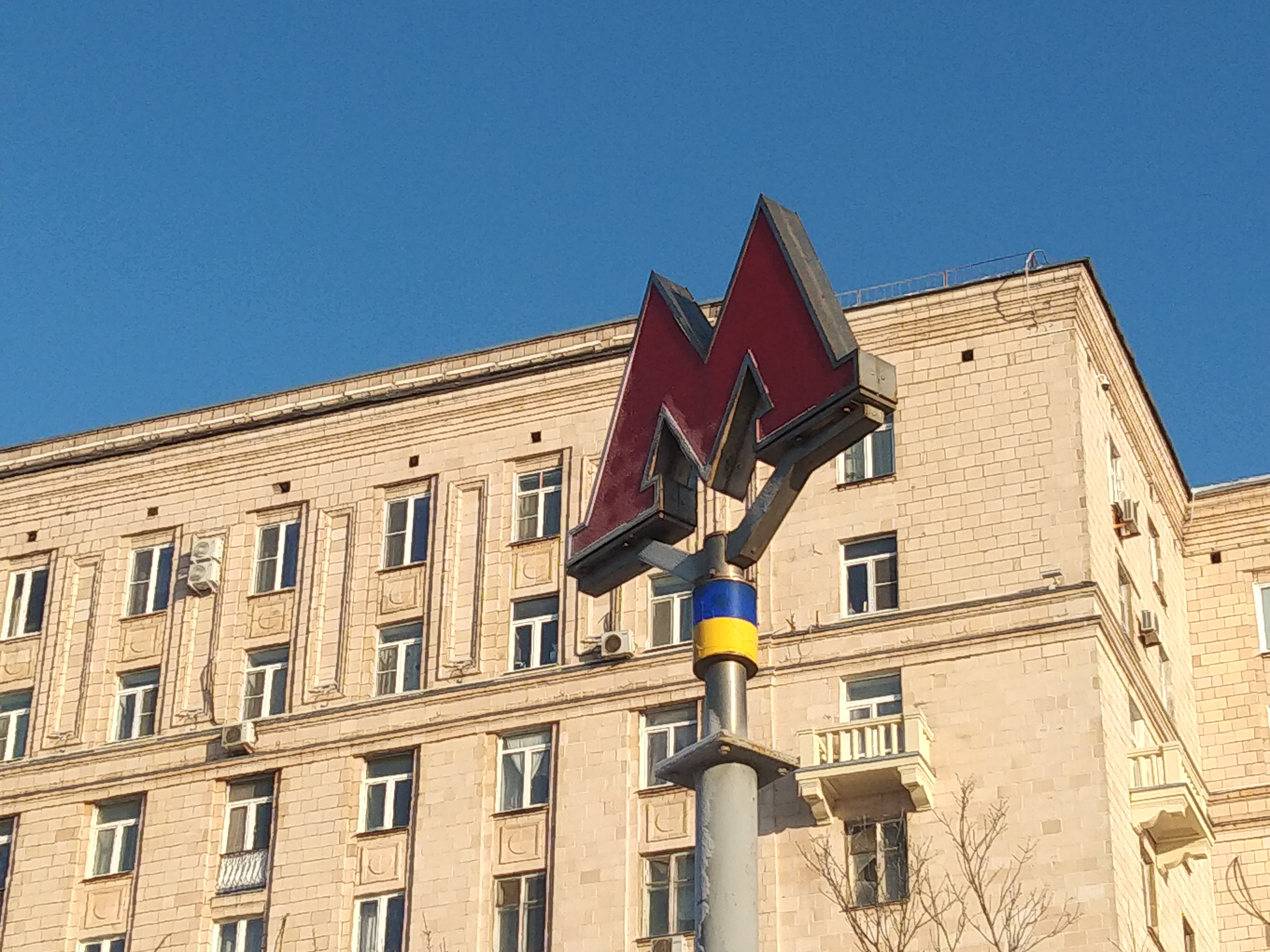
Знак у входа на станцию «Парк Победы» (2023)

## В кинематографе
Логотипом Московского метрополитена  вдохновлена эмблема Министерства магии в фильме «Гарри Поттер и Дары Смерти: Часть II».